# Miss USA 2019
Miss USA 2019 foi a 68° do concurso Miss USA. Foi realizado no Grand Sierra Resort em Reno, Nevada, em 2 de maio de 2019 Nick Lachey e Vanessa Minnillo serviram como anfitriões pela segunda vez consecutiva, enquanto Lu Sierra serviu como comentarista também pela segunda vez consecutiva. Além disso, contou com performances de T-Pain e Nick Lachey.
Sarah Rose Summers, de Nebraska, coroou sua sucessora, Cheslie Kryst, da Carolina do Norte, no final do evento. Kryst representará os Estados Unidos no Miss Universo 2019.
A competição de 2019 serviu como a segunda vez consecutiva em que o concurso foi realizado simultaneamente com a competição Miss Teen USA.

## Antecedentes

### Cidade-sede

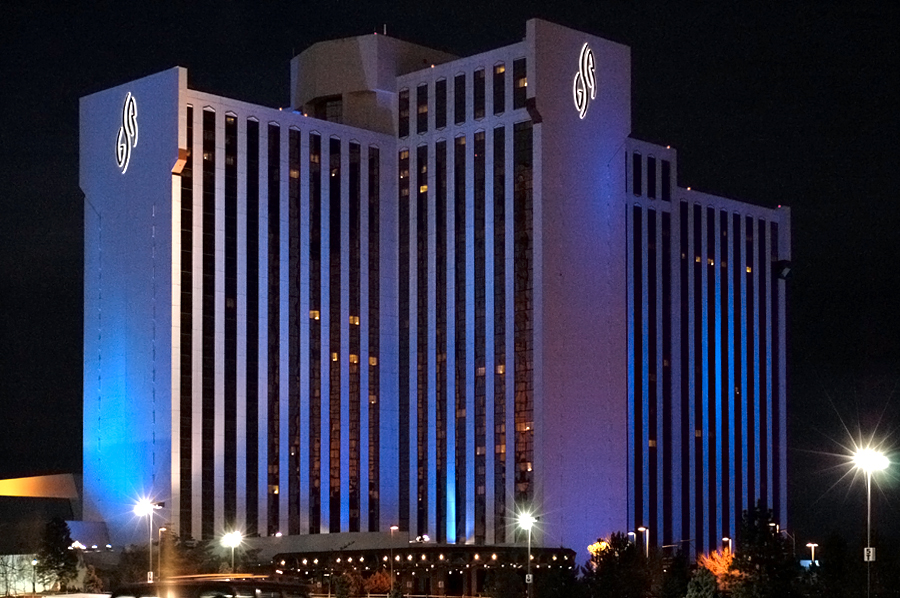
Grand Sierra Resort em Reno, Nevada, o anfitrião da competição Miss USA 2019.

Em 28 de março de 2019, a Organização Miss Universo (MUO) confirmou que o concurso seria realizado em 2 de maio no Grand Sierra Resort em Reno, Nevada, esta foi a nona vez que Nevada hospeda o concurso. Pouco depois, foi confirmado que o Nick Lachey e Vanessa Minnillo estariam retornando como anfitriões da competição de 2019.

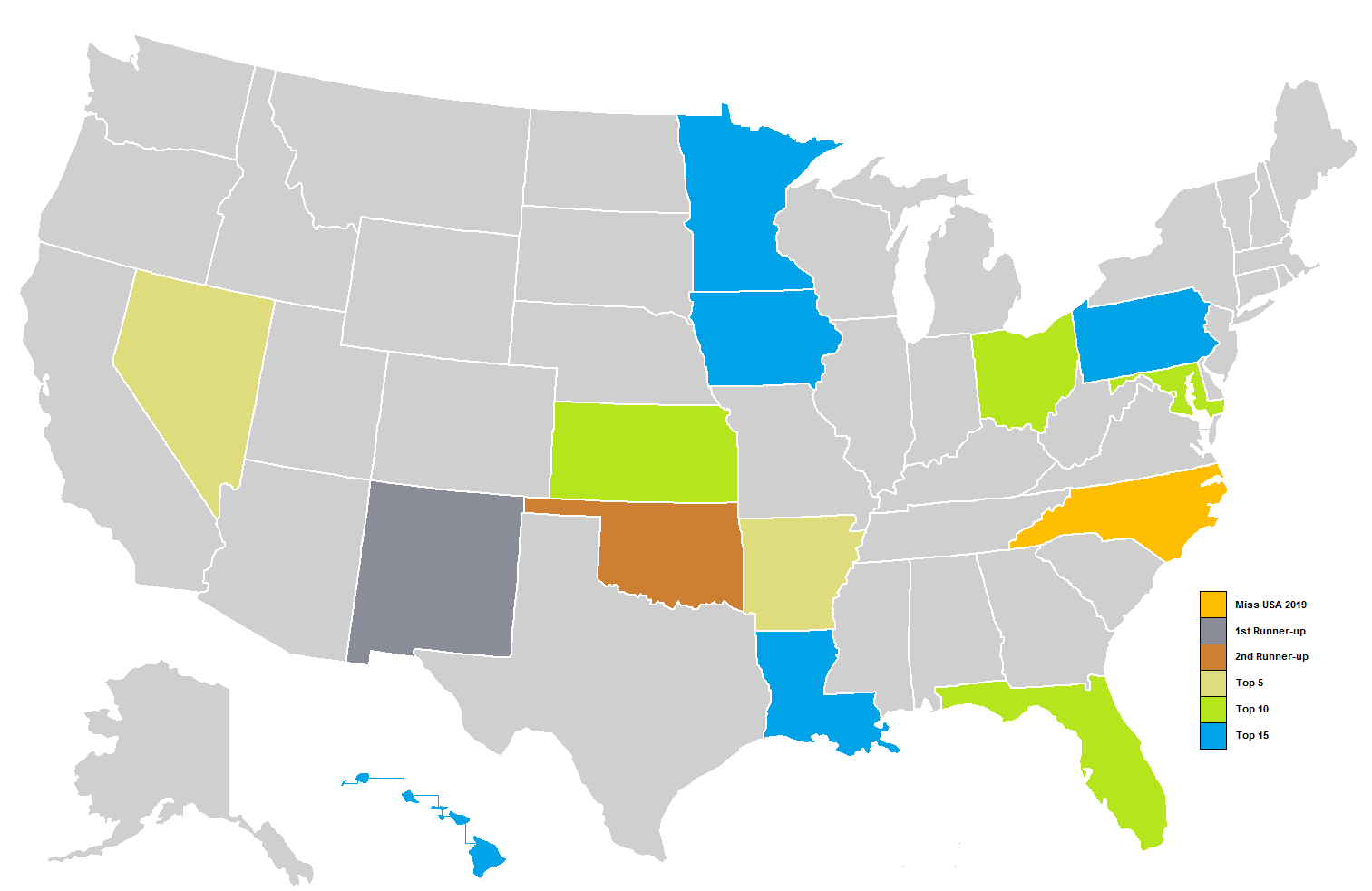
Resultados do Miss EUA 2019

Após o anúncio da escolha de Reno como cidade anfitriã da competição, surgiu que a MUO estava originalmente planejando em realizar a competição em Honolulu, Havaí. O plano foi rejeitado por autoridades havaianas e transferido para Reno pela MUO depois que a Autoridade de Turismo do Havaí (HTA) informou que não seria capaz de garantir os fundos para sediar a competição que a MUO tinha solicitado, acrescentando que eles estariam interessados em sediar a competição de 2020.

## Resultados
| Resultados Finais | Concorrente |
| ----------------- | --- |
| Miss EUA 2019     | - Carolina do Norte - Cheslie Kryst |
| 1° Vice-Campeão   | - Novo México - Alejandra Gonzalez |
| 2° Vice-Campeão   | - Oklahoma - Triana Browne |
| Top 5             | - Arkansas - Savannah Skidmore - Nevada - Tianna Tumoheloa                                                                                            |
| Top 10            | - Distrito de Columbia - Cordelia Cranshaw - Flórida - Nicolette Jennings - Kansas - Alyssa Klinzing - Maryland - Mariela Pepin - Ohio - Alice Magoto |
| Top 15            | - Havaí - Lacie Choy - Iowa - Baylee Drezek - Luisiana - Victoria Paul - Minnesota - Cat Stanley - Pensilvânia - Kailyn Marie Perez                   |

### Prêmio Especial
| Prêmio        | Candidata                 |
| ------------- | ------------------------- |
| Miss Simpatia | - Indiana - Tale Frichley |

## Concurso

### Seleção das candidatas
51 candidatas dos 50 estados e do Distrito da Columbia foram selecionados em concursos estaduais que começaram em agosto de 2018 e terminaram em janeiro de 2019.

### Rodada preliminar
Antes da competição final, as candidatas competiram na competição preliminar, que envolveu entrevistas privadas com os juízes  e um show de apresentação onde elas competiram em trajes de banho e trajes de gala. Foi realizado no Grand Sierra Resort, em Reno-Tahoe, ao vivo no canal do YouTube do Miss USA.

### Finais
Durante a competição final, as 15 de finalistas competiram em trajes de banho, as 10 finalistas competiram em trajes de gala e as 5 finalistas competiram em uma rodada de perguntas personalizadas e o vencedor foi decidido por um painel de jurados.

## Concorrentes
51 candidatas competiram na competição de 2019. Estatísticas fornecias pela Organização Miss Universo.
| Estado               | Candidata            | Idade na época | Cidade Natal     | Colocação       | Notas                                                                              |
| -------------------- | -------------------- | -------------- | ---------------- | --------------- | ---------------------------------------------------------------------------------- |
| Alabama              | Hannah McMurphy      | 21             | Tuscaloosa       |                 |                                                                                    |
| Alasca               | JoEllen Walters      | 25             | Eagle River      |                 |                                                                                    |
| Arizona              | Savannah Wix         | 22             | Paradise Valley  |                 | Anteriormente Miss Arizona Teen EUA 2014                                           |
| Arkansas             | Savannah Skidmore    | 24             | Calico Rock      | Top 5           | Anteriormente Miss Arkansas 2016 após Shavvy Shields ser coroada Miss América 2017 |
| Califórnia           | Erica Dann           | 27             | São Francisco    |                 |                                                                                    |
| Carolina do Norte    | Cheslie Kryst        | 28             | Charlotte        | Miss EUA 2019   |                                                                                    |
| Carolina do Sul      | MaKenzie Divina      | 21             | Clemson          |                 |                                                                                    |
| Colorado             | Madison Dorenkamp    | 26             | Lamar            |                 |                                                                                    |
| Connecticut          | Acacia Courtney      | 26             | Hamden           |                 | Anteriormente Miss Connecticut's Outstanding Teen 2009 e Miss Connecticut 2014     |
| Dakota do Norte      | Samantha Redding     | 22             | Burlington       |                 |                                                                                    |
| Dakota do Sul        | Abigail Merschman    | 22             | Brookings        |                 |                                                                                    |
| Delaware             | Josina Copeman       | 24             | Middletown       |                 |                                                                                    |
| Distrito de Columbia | Cordelia Cranshaw    | 26             | Washington, D.C. | Top 10          |                                                                                    |
| Flórida              | Nicolette Jennings   | 22             | Clearwater       | Top 10          |                                                                                    |
| Georgia              | Katarina Rozmajz     | 21             | Atlanta          |                 |                                                                                    |
| Havaí                | Lacie Choy           | 20             | Honolulu         | Top 15          |                                                                                    |
| Idaho                | Shelby Brown         | 25             | Boise            |                 |                                                                                    |
| Ilha de Rodes        | Nicolle Pallozi      | 23             | Providence       |                 |                                                                                    |
| Illinois             | Alexandra Plotz      | 24             | Geneva           |                 | Anteriormente Miss Illinois Teen EUA 2012                                          |
| Indiana              | Tate Frichley        | 21             | Evansville       |                 |                                                                                    |
| Iowa                 | Baylee Drezek        | 21             | Davenport        | Top 15          |                                                                                    |
| Kansas               | Alyssa Klinzing      | 21             | Olathe           | Top 10          | Anteriormente Miss Kansas Teen EUA 2013                                            |
| Kentucky             | Jordan Weiter        | 22             | Louisville       |                 |                                                                                    |
| Luisiana             | Victoria Paul        | 26             | Alexandria       | Top 15          |                                                                                    |
| Maine                | Lexie Elston         | 23             | Windham          |                 |                                                                                    |
| Maryland             | Mariela Pepin        | 23             | Severn           | Top 10          | Anteriormente Miss Maryland Teen EUA 2014                                          |
| Massachusetts        | Kelly O'Grady        | 28             | Boston           |                 |                                                                                    |
| Michigan             | Aysse Madej          | 26             | Garden City      |                 |                                                                                    |
| Minnesota            | Cat Stanley          | 23             | Bloomington      | Top 15          | Anteriormente Miss Minnesota Teen EUA 2014                                         |
| Mississippi          | Madeleine Overby     | 21             | Columbus         |                 | Ex- líder de torcida do New Orleans Saintstation                                   |
| Missouri             | Mariah Jo Ludtke     | 25             | St. Louis        |                 |                                                                                    |
| Montana              | Grace Zitzer         | 27             | Dillon           |                 |                                                                                    |
| Nebraska             | Lex Najarian         | 25             | Lincoln          |                 |                                                                                    |
| Nevada               | Tianna Tumoheloa     | 26             | Las Vegas        | Top 5           |                                                                                    |
| Nova Hampshire       | Alexis Chinn         | 22             | Manchester       |                 |                                                                                    |
| Nova Iorque          | Florinda Kajtazi     | 27             | Yonkers          |                 |                                                                                    |
| Nova Jersey          | Manya Saaraswat      | 21             | Marlboro         |                 |                                                                                    |
| Novo México          | Alejandra Gonzalez   | 26             | Las Cruces       | 1° Vice-Campeão |                                                                                    |
| Ohio                 | Alice Magoto         | 21             | Cincinnati       | Top 10          | Anteriormente Miss Ohio 2016                                                       |
| Oklahoma             | Triana Browne        | 26             | Tulsa            | 2° Vice-Campeão | Anteriormente Miss Oklahoma 2017                                                   |
| Oregon               | Natalie Tonneson     | 28             | Portland         |                 |                                                                                    |
| Pensilvânia          | Kailyn Marie Perez   | 27             | Camp Hill        | Top 15          | Anteriormente Miss Mundo América Flórida 2015                                      |
| Tennessee            | Savana Hodge         | 25             | Nashville        |                 |                                                                                    |
| Texas                | Alayah Benavidez     | 23             | San Antonio      |                 | Anteriormente Miss United States 2016                                              |
| Utah                 | Amanda Ronée Giroux  | 23             | Salt Lake City   |                 |                                                                                    |
| Vermont              | Bethany Garrow       | 20             | Rutland          |                 |                                                                                    |
| Virgínia             | Courtney Lynne Smits | 22             | Woodbridge       |                 | Anteriormente Miss Geórgia Teen EUA 2012                                           |
| Virgínia Ocidental   | Haley Holloway       | 24             | Morgantown       |                 | Anteriormente Miss West Virginia Teen EUA 2013                                     |
| Washington           | Evelyn Clark         | 27             | Cathlamet        |                 |                                                                                    |
| Wisconsin            | Danika Tramburg      | 22             | Hubertus         |                 |                                                                                    |
| Wyonming             | Addison Treesh       | 19             | Gillette         |                 | Anteriormente Miss Wyonming's Outstanding Teen 2014                                |

## Jurados
- Nicole Feld - Empresária, produtora e vice-presidente de Feld Entertainment, Inc[23]
- Kim Kaupe - Empresária  e eco-fundadora da The Superfan Company[24]
- Demi-Leigh Nel-Peters - Miss Universo 2017 da África do Sul[25]
- Ukonwa Ojo - Executivo de marketing da CoverGirl, Rimmel e Vera Wang[25]
- Amy Palmer - Jornalista e empreendedora de mídia[26]
- Denise Quiñones - Miss Universo 2001 de Porto Rico[27]
- Hillary Schieve - Político e prefeita de Reno,Nevada[28]
- Patricia Southall - Filantropa e Miss Virginia EUA 1994[29]

## Crossovers
Concorrentes que já competiram em outros concursos de beleza:
Miss América
- 2015:  Connecticut: Acacia Courtney (Top 16)
- 2017:  Ohio: Alice Magoto
- 2018:  Oklahoma: Triana Browne

Miss America's Outstanding Teen
- 2010:  Connecticut: Acacia Courtney
- 2015:  Wyoming: Addison Tresh

Miss Teen USA
- 2012:  Illinois: Alexandra Plotz (Top16)
- 2012:  Virgínia: Courtney Lynne Smits (como Geórgia; Top 16)
- 2013:  Kansas: Alyssa Klinzing (Top 16)
- 2013:  Virgínia Ocidental: Haley Holloway (2° Vice-Campeão)
- 2014:  Arizona: Savannah Wix (Top 15)
- 2014: Maryland: Mariela Pepin
- 2014: Minnesota: Cat Stanley

Miss Mundo América
- 2015:  Pensilvânia: Kailyn Perez (como  Flórida; Top 12)

Miss Teen Earth Estados Unidos
- 2015:  Kansas: Alyssa Klinzing (Vencedor)

Miss United States
- 2016:  Idaho: Shelby Brown
- 2016:  Texas: Alayah Benavidez (Vencedor)

- 2017: Wyoming: Danika Tramburg

Miss Teen Estados Unidos
- 2016:  Carolina do Sul: MaKenzie Divina